# 西武立川駅
西武立川駅（せいぶたちかわえき）は、東京都立川市西砂町一丁目にある、西武鉄道拝島線の駅である。駅番号はSS35。JR立川駅との混同を避けるために「西武」をつけて区別している。

## 歴史
- 1968年（昭和43年）5月15日：開業。
- 1988年（昭和63年）7月30日：跨線橋の供用を開始するとともに、構内踏切を廃止[1]。
- 2011年（平成23年）3月30日：橋上駅舎および南北自由通路の供用を開始[2]。
- 2025年（令和7年）3月25日：駅係員によるインターホンでご案内する遠隔対応駅へ変更するとともに、窓口での切符等の販売を終了[3]。

## 駅構造
島式ホーム1面2線の橋上駅。出入口は、かつては南口1箇所であったが、2011年3月30日に橋上駅舎が供用開始されるとともに、新たに北口が開設された。

### のりば
| ホーム | 路線   | 方向 | 行先                     |
| ------ | ------ | ---- | ------------------------ |
| 1      | 拝島線 | 下り | 拝島ゆき                 |
| 2      | 拝島線 | 上り | 萩山・小平・西武新宿方面 |

（出典：西武鉄道構内図）

## 利用状況
2024年度の1日平均乗降人員は12,004人であり、西武鉄道全92駅中64位。近年は増加傾向にある。
近年の1日平均乗降人員と乗車人員の推移は下表の通り。
| 年度               | 1日平均 乗降人員 | 1日平均 乗車人員 | 出典     |
| ------------------ | ---------------- | ---------------- | -------- |
| 1992年（平成04年） |                  | 4,033            | [ * 1 ]  |
| 1993年（平成05年） |                  | 4,049            | [ * 2 ]  |
| 1994年（平成06年） |                  | 4,132            | [ * 3 ]  |
| 1995年（平成07年） |                  | 4,038            | [ * 4 ]  |
| 1996年（平成08年） |                  | 3,964            | [ * 5 ]  |
| 1997年（平成09年） | 7,935            | 3,959            | [ * 6 ]  |
| 1998年（平成10年） | 7,775            | 3,874            | [ * 7 ]  |
| 1999年（平成11年） | 7,710            | 3,836            | [ * 8 ]  |
| 2000年（平成12年） | 7,791            | 3,885            | [ * 9 ]  |
| 2001年（平成13年） | 7,608            | 3,800            | [ * 10 ] |
| 2002年（平成14年） | 7,481            | 3,753            | [ * 11 ] |
| 2003年（平成15年） | 7,609            | 3,822            | [ * 12 ] |
| 2004年（平成16年） | 7,350            | 3,690            | [ * 13 ] |
| 2005年（平成17年） | 7,372            | 3,701            | [ * 14 ] |
| 2006年（平成18年） | 7,368            | 3,699            | [ * 15 ] |
| 2007年（平成19年） | 7,530            | 3,773            | [ * 16 ] |
| 2008年（平成20年） | 7,709            | 3,833            | [ * 17 ] |
| 2009年（平成21年） | 7,813            | 3,899            | [ * 18 ] |
| 2010年（平成22年） | 7,840            | 3,934            | [ * 19 ] |
| 2011年（平成23年） | 7,821            | 3,898            | [ * 20 ] |
| 2012年（平成24年） | 8,116            | 4,053            | [ * 21 ] |
| 2013年（平成25年） | 8,736            | 4,374            | [ * 22 ] |
| 2014年（平成26年） | 9,555            | 4,771            | [ * 23 ] |
| 2015年（平成27年） | 10,396           | 5,193            | [ * 24 ] |
| 2016年（平成28年） | 11,129           | 5,564            | [ * 25 ] |
| 2017年（平成29年） | 11,650           | 5,828            | [ * 26 ] |
| 2018年（平成30年） | 11,977           | 6,001            | [ * 27 ] |
| 2019年（令和元年） | 11,705           | 5,869            | [ * 28 ] |
| 2020年（令和02年） | 8,953            |                  |          |
| 2021年（令和03年） | 9,661            |                  |          |
| 2022年（令和04年） | 10,623           |                  |          |
| 2023年（令和05年） | 11,329           |                  |          |
| 2024年（令和06年） | 12,004           |                  |          |

## 駅周辺
「西武立川」という駅名ではあるが、立川市中心部にある東日本旅客鉄道（JR東日本）立川駅とはおよそ5km程度離れている。都市拠点機能や繁華街が形成されておらず、駅前は新興住宅街と田畑が広がっている。
駅前にロータリーが完成しており、タクシーの乗り場がある。南口ロータリー西側には、ヤオコー 西武立川駅前店が2013年7月9日に開店した。また近年、同ロータリー東側には、名鉄不動産が売主となり長谷工アーベストが主たる販売代理店となるマンション「ソルヴィエント メイツ西武立川」や、三井不動産レジデンスが主導する分譲住宅地「ファインコート西武立川アユモシティ」などの住宅開発がなされている。
なお、南口ロータリーの一部は昭島市美堀町になっており、昭島市北部から同駅の利用が可能である。
- 玉川上水・玉川上水緑道
- 立川市西砂学習館・西砂図書館
- 都営立川松中アパート・立川一番町五丁目アパート(通称松中団地)
- UR都市機構エステート立川一番町団地
- 昭和の森ゴルフコース
- ヤオコー 西武立川駅前店
- グリコマニュファクチャリングジャパン東京工場
- 敷島製パンパスコ東京多摩工場
- 五日市街道（東京都道7号杉並あきる野線）
- JR青梅線 昭島駅（約1.5km）

### 路線バス
すべて立川バスが運行している（くるりんバスは立川市が運営し同社が運行を受託）。
西武立川駅入口バス停
- 立川バス（福生営業所）
  - 昭13 松中団地操車場 行
  - 昭21 エステート立川経由 グリーンタウン武蔵村山行 / つつじが丘経由 昭島駅北口 行
  - 昭22 エステート立川経由 IHI 行 / つつじが丘経由 昭島駅北口 行
  - 昭23 イオンモールむさし村山行 / つつじが丘経由 昭島駅北口 行
  - 昭24 箱根ケ崎駅東口 行 / つつじが丘経由 昭島駅北口 行き
  - 昭26 春名塚 行 / つつじが丘経由 昭島駅北口 行

西武立川駅南口バス停
- 立川バス（福生営業所）
  - 拝13　松中団地操車場 行き/拝島駅 行 (昭島駅北口・つつじが丘経由)
  - 昭13 松中団地操車場 行
  - 昭15 西砂川循環 / 堀向経由 昭島駅南口 行
  - 昭16 堀向経由 昭島駅南口 行
  - 昭17 西砂川 行
  - 昭23-2　イオンモールむさし村山行 / つつじが丘経由 昭島駅北口 行
  - 中01 中神駅北口 行
  - 中02 中神駅北口 行 / 堀向経由 昭島駅南口 行
- くるりんバス
  - 西砂ルート 松中団地操車場 行 / フォレストイン昭和館経由 昭島駅北口 行

西武立川駅西バス停
- 立川バス（福生営業所）
  - 昭15 西砂川循環 / 堀向経由 昭島駅南口 行
  - 昭16 堀向経由 昭島駅南口 行
  - 昭17 西砂川 行
  - 昭22-2 伊奈平経由 IHI 行 / フォレストイン昭和館経由 昭島駅北口 行
  - 昭26-2 春名塚 行 / フォレストイン昭和館経由 昭島駅北口 行　※本数少
- くるりんバス
  - 西砂ルート 松中団地操車場 行 / フォレストイン昭和館経由 昭島駅北口 行

西武立川駅北口バス停
- くるりんバス
  - 一番ルート 循環（松中団地操車場 経由）
  - 砂川ルート 玉川上水駅方面 行

## ギャラリー

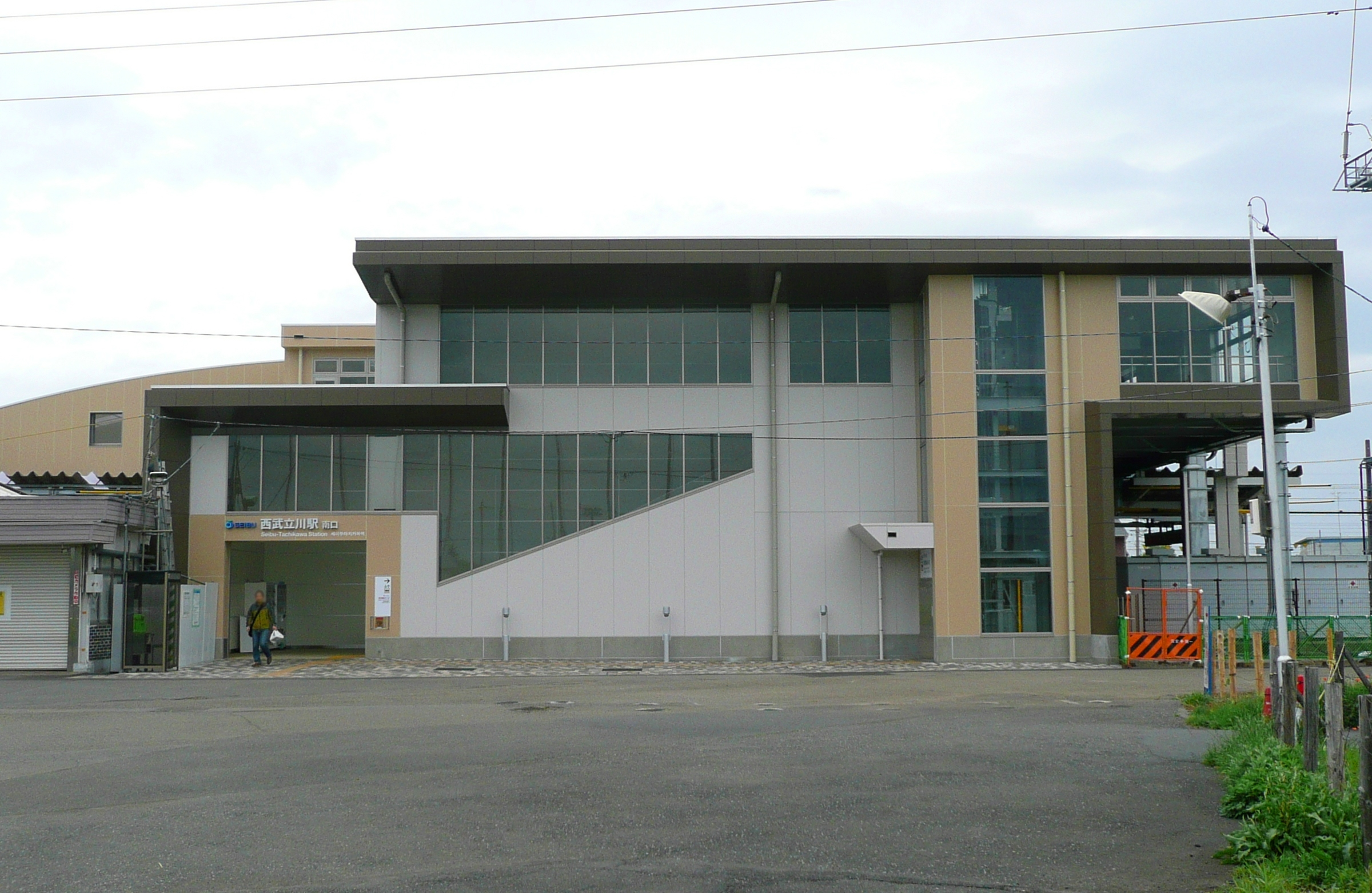
再開発前の南口（2011年5月）
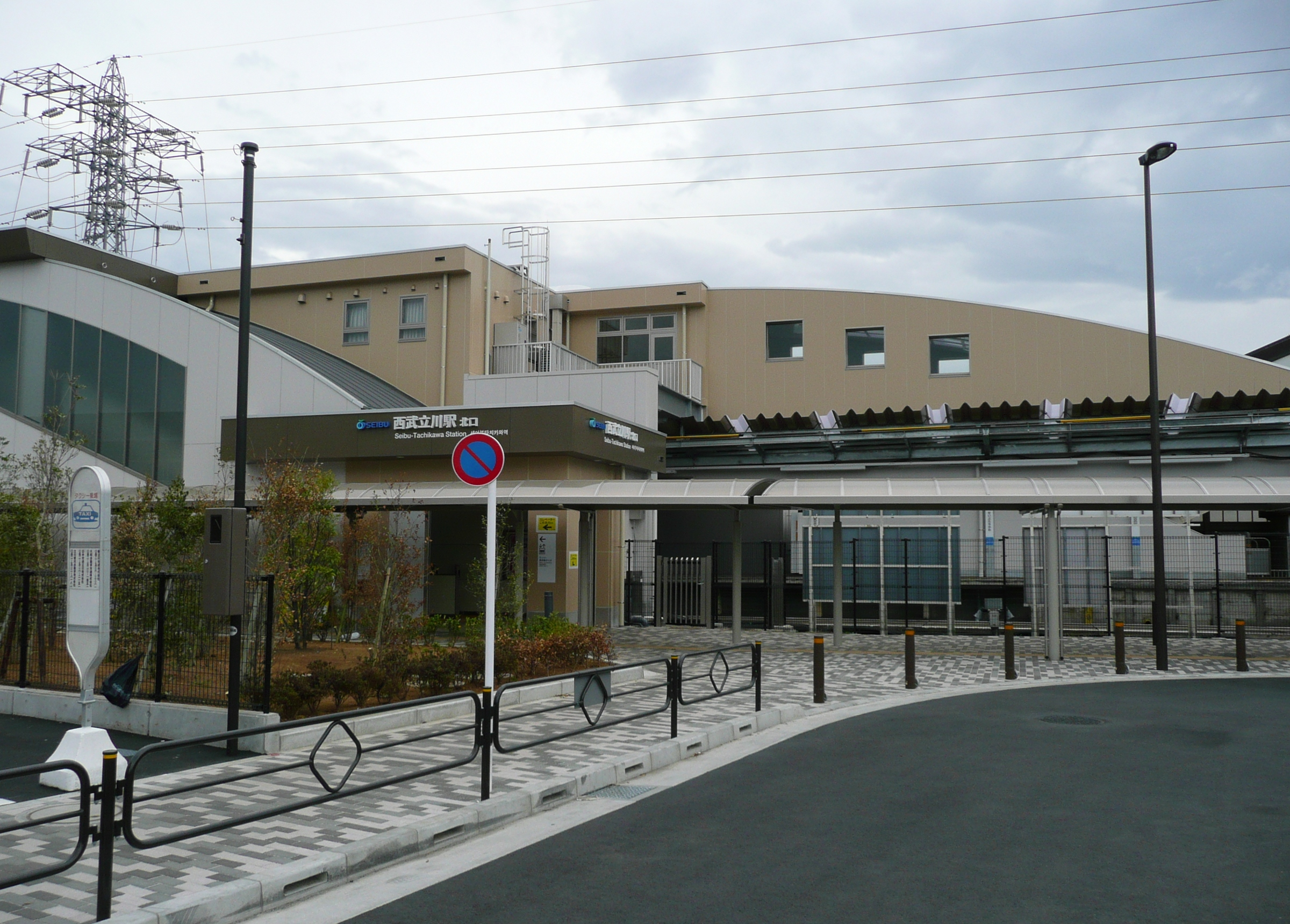
北口（2011年5月）
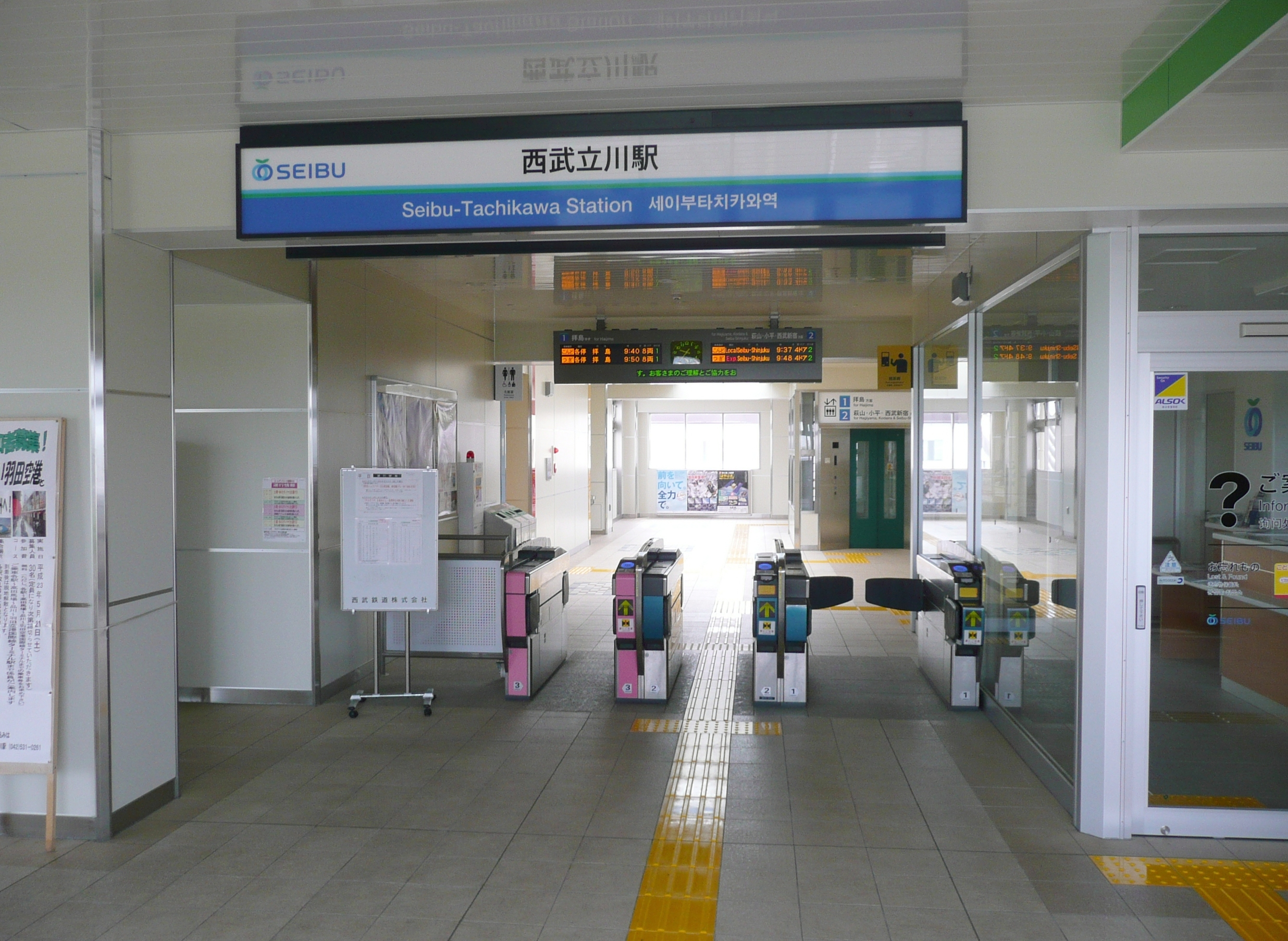
改札口（2011年5月）
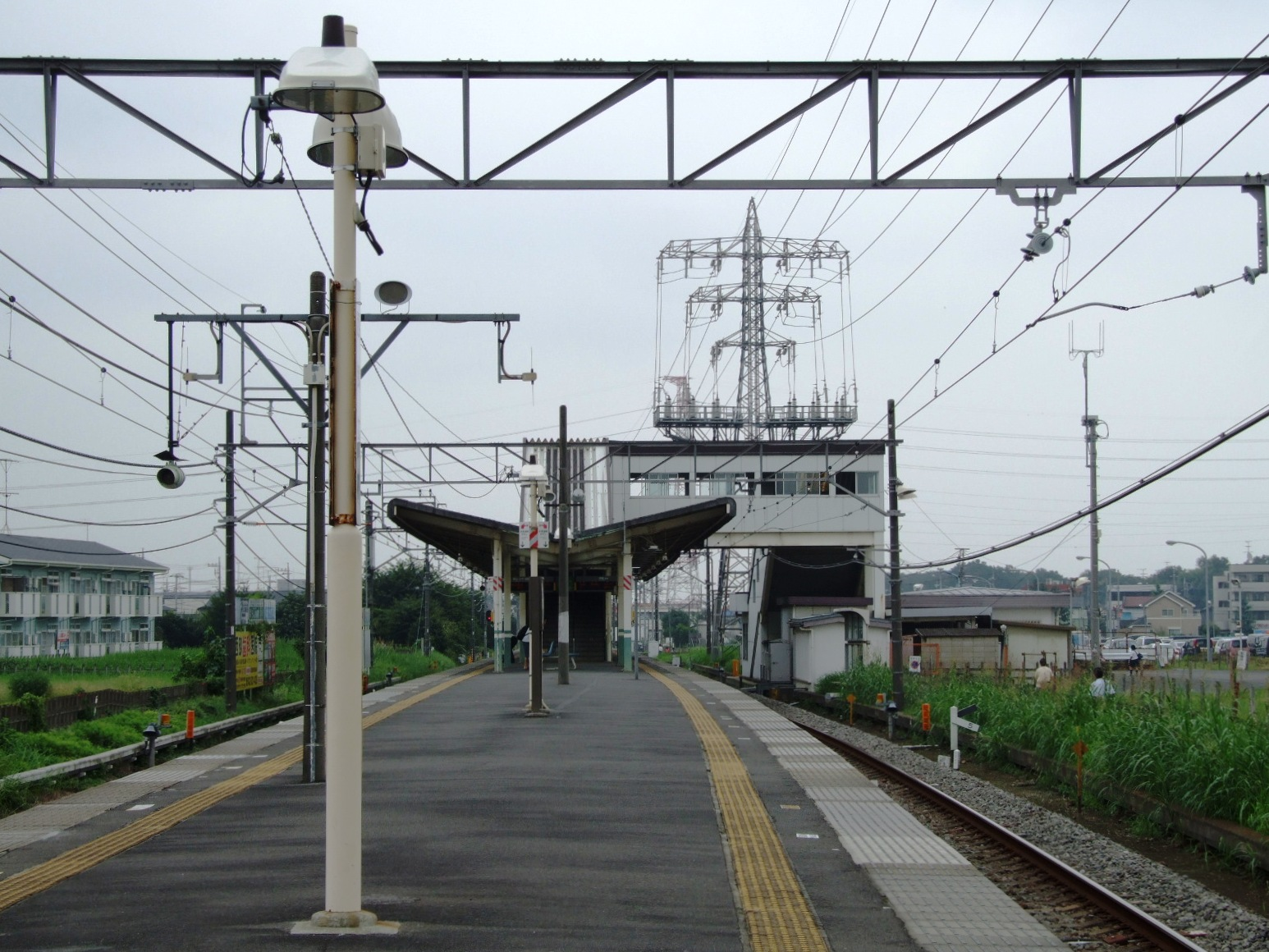
ホーム（駅舎改築前、2009年8月）
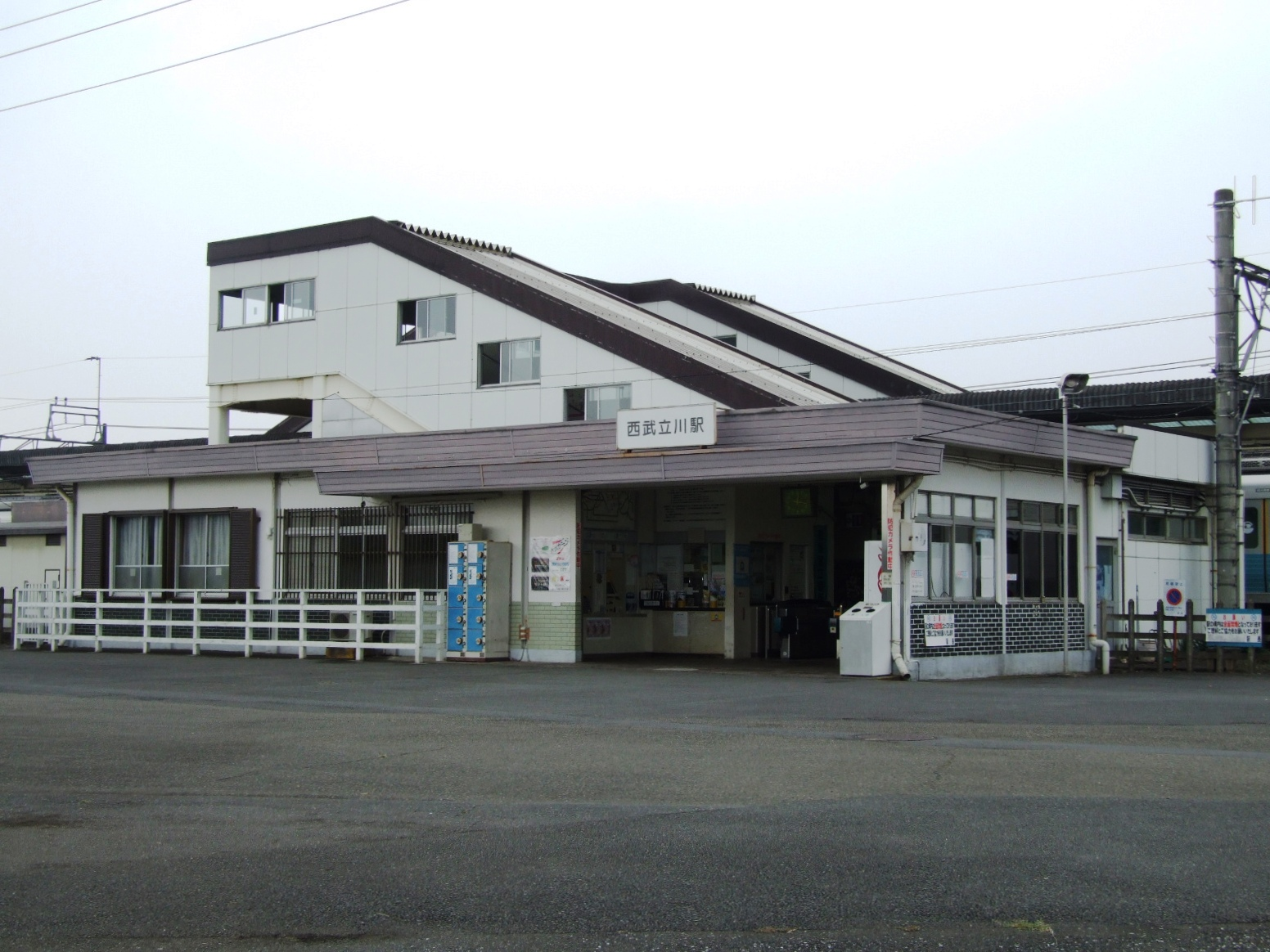
旧駅舎（2009年8月6日）
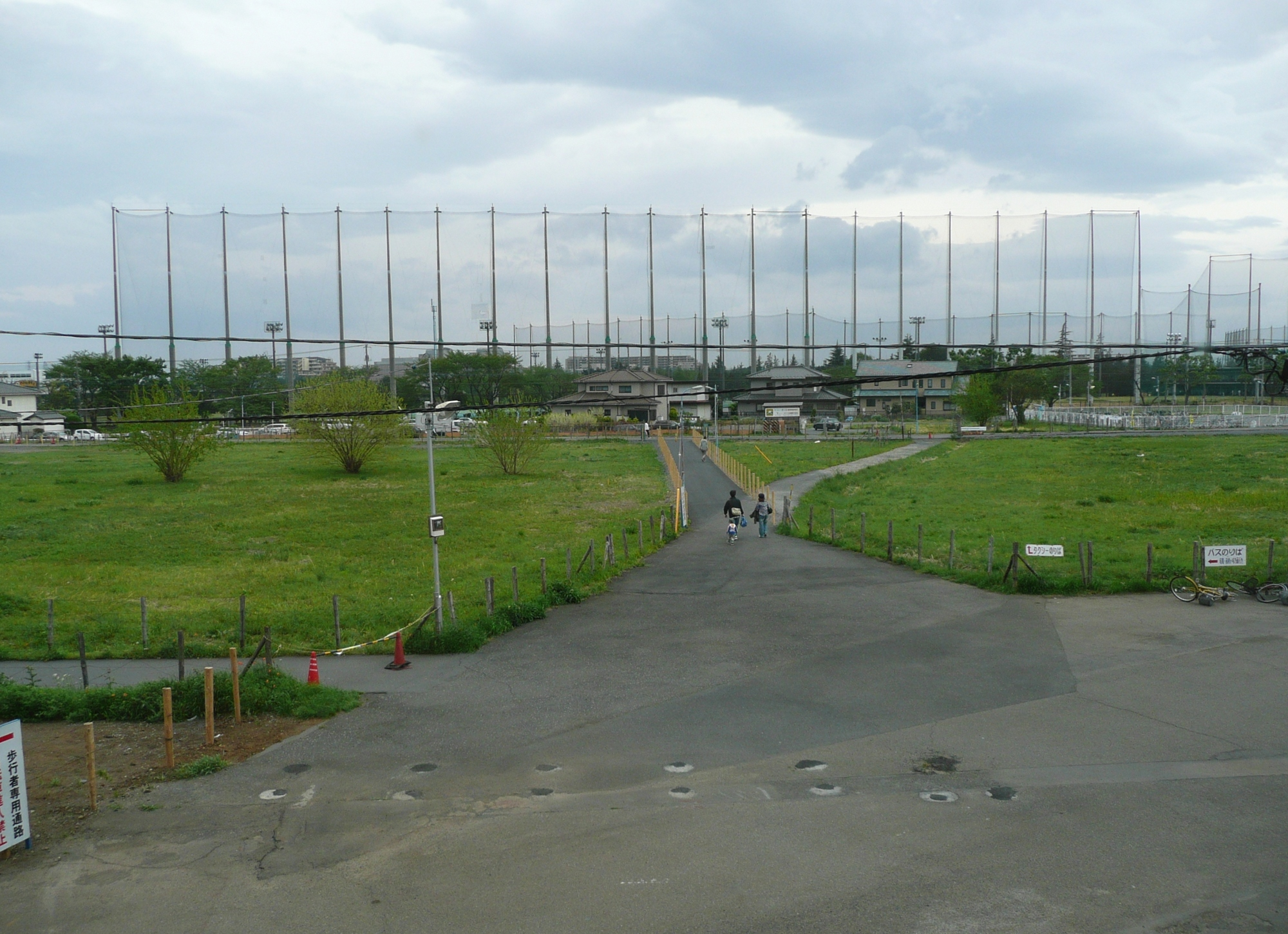
南口駅前の様子（2011年5月）

## 隣の駅
西武鉄道
 拝島線
■拝島ライナー（上りは乗車専用）・■急行・■準急・■各駅停車
武蔵砂川駅 (SS34) - 西武立川駅 (SS35) - 拝島駅 (SS36)